# Javali
O javali (nome científico: Sus scrofa) ou javali-euroasiático, também conhecido como javardo, porco-bravo, porco-monteiro (no Pantanal), porco-selvagem-euroasiático e porco-montês (as fêmeas são conhecidas como javalina e gironda), é um animal artiodáctilo da família Suidae, do género Sus. Tem ampla distribuição geográfica, sendo nativo da Europa, Ásia, Ilhas Sonda e Norte da África. Em tempos recentes, a subespécie javali-europeu foi introduzida nas Américas e na Oceania.
Dentre suas subespécies, as mais populares são o Javali-europeu (Sus scrofa scrofa) e o porco-doméstico (Sus scrofa domesticus).

## Etimologia
A palavra javali vem do árabe djabali ou hinzir-djabal, que significa "porco montanhês" ou "porco do mato".

## Características físicas

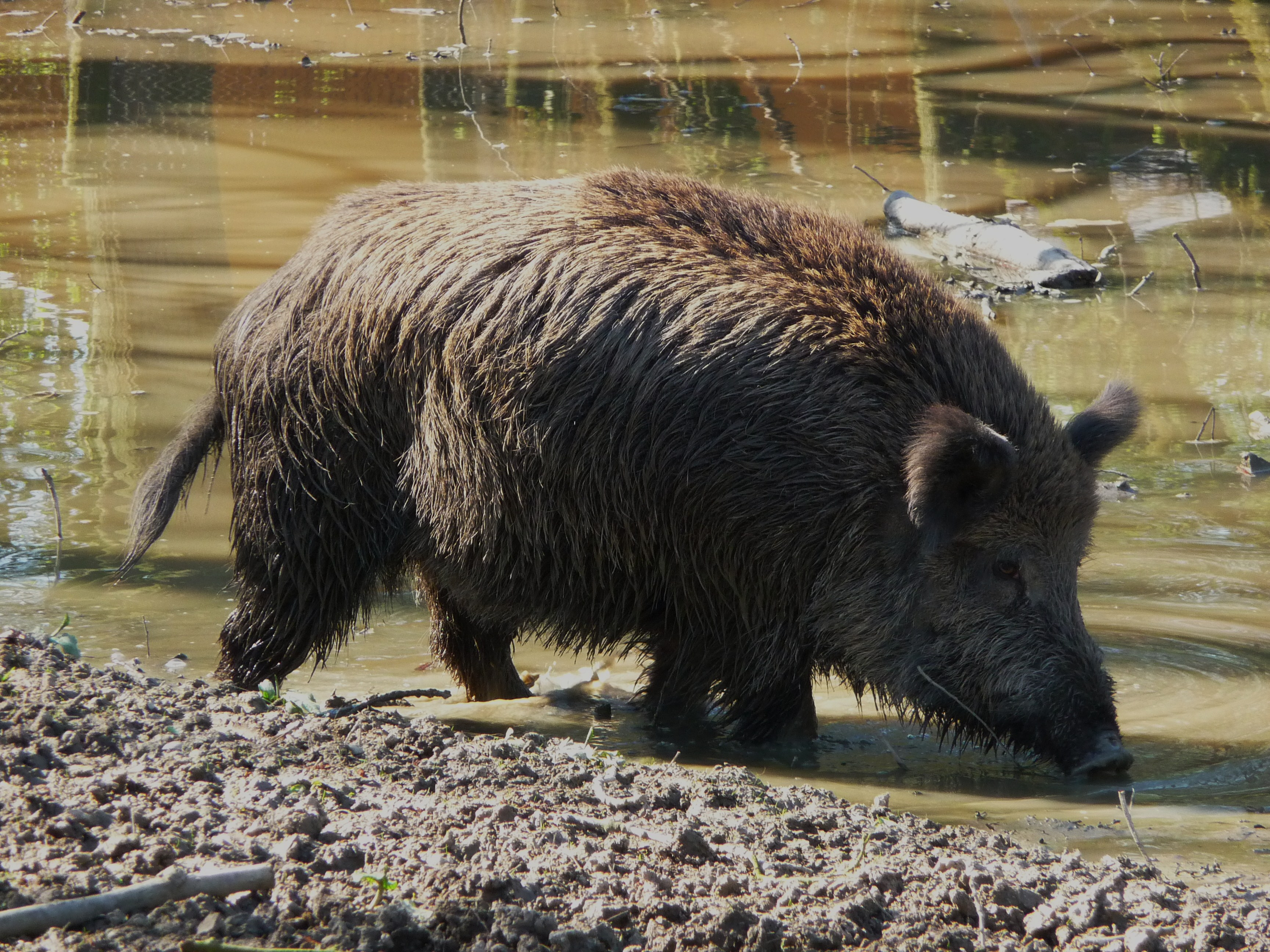
Javali-europeu chafurdando no banhado

O tamanho e o peso adultos são largamente determinados por fatores ambientais. Javalis que vivem em áreas áridas com pouca produtividade tendem a atingir tamanhos menores do que os que habitam áreas com abundância de alimentos e água. Os javalis são animais de grandes dimensões, podendo os machos pesar entre 50 e 250 kg e as fêmeas entre 40 e 200 kg. Medem entre 1,40 e 1,80 m de comprimento e podem alcançar uma altura no garrote de 1,10 m. Altura e peso máximos já registrados em indivíduos raros giram em torno de 1,25 metros de altura no garrote e 350 kg de peso corporal. Os machos são consideravelmente maiores que as fêmeas, além de terem dentes caninos maiores. Na Europa, os animais do norte tendem a ser mais pesados que os do sul.
A boca é provida de enormes dentes caninos afiados que projetam-se para fora da boca e crescem continuamente. Os caninos superiores são curvados para cima, e os inferiores, maiores ainda, chegam a ter 12 cm de comprimento de parte exposta. Os caninos são usados como forma de ataque e defesa, desde disputa entre machos ou luta contra predadores. O javali também consegue saltar obstáculos com até 1,50 metros de altura.

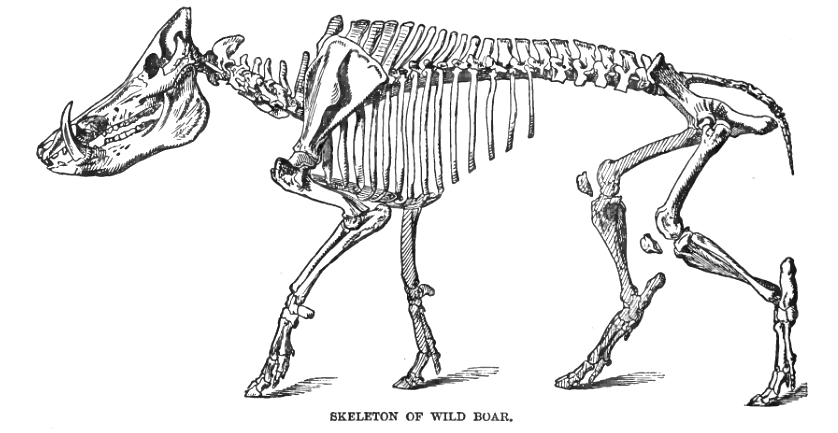
Esqueleto de javali.

Seus poderosos músculos do pescoço lhe conferem força para cavar até 10 cm de profundidade em solo duro e congelado, e poder levantar pedras de até 50 kg. Na corrida, sua velocidade máxima chega até aproximadamente 40 km/h, dependendo do seu peso.
O corpo do javali é robusto, peludo, e possui patas relativamente curtas. Tem uma cabeça grande, triangular, com olhos pequenos. No híbrido javaporco (cruzamento de javali com porco doméstico), o crânio é mais assemelhado ao do porco doméstico
Os quartos dianteiros do javali são mais robustos que os traseiros, enquanto que no porco doméstico ocorre o contrário; a diferença se deve à intensa seleção por variedades de porcos domésticos com mais carne levada a cabo pelos criadores.

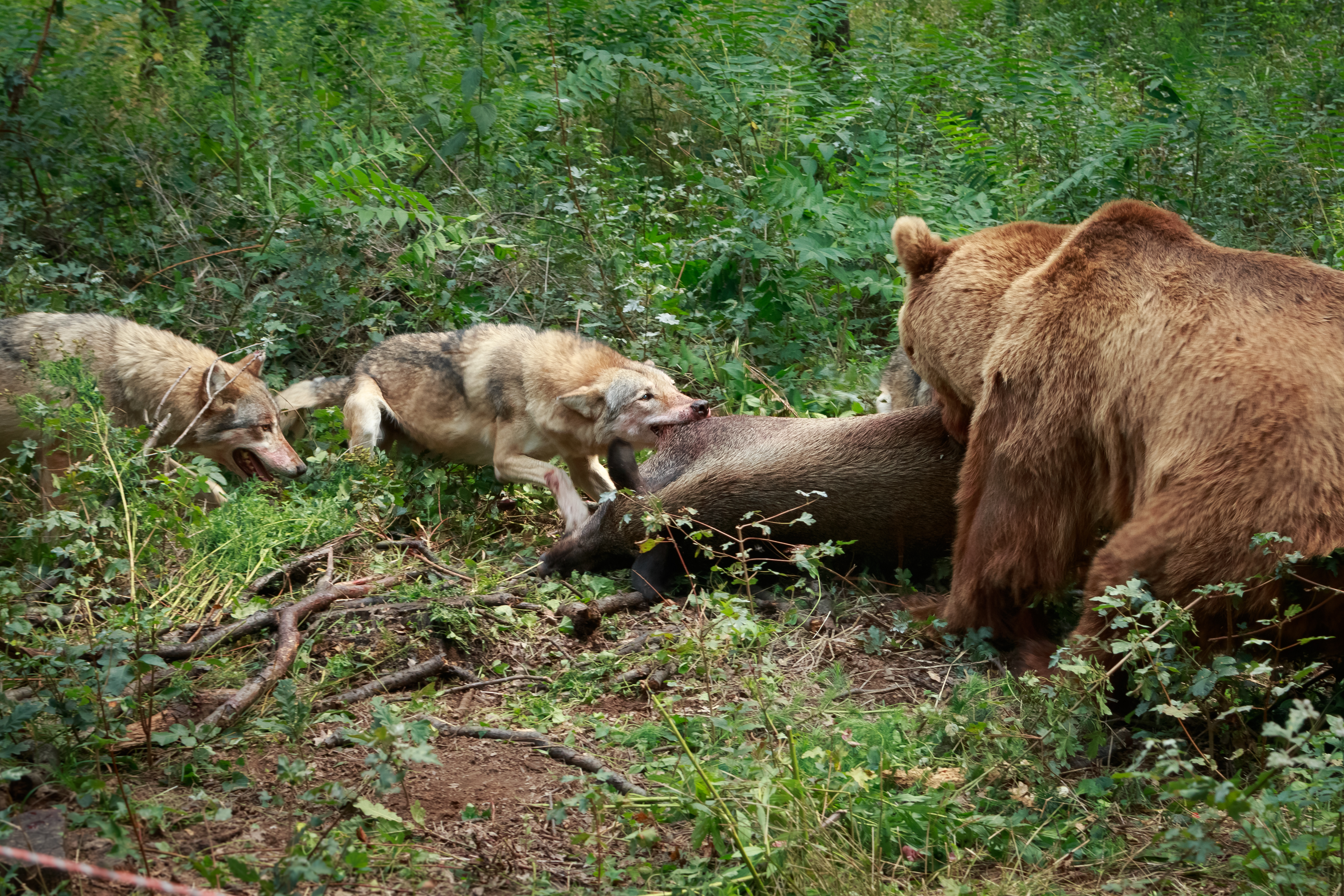
Lobos e urso disputando carcaça de javali na Hungria. Predadores naturais do javali.

No período de reprodução, os machos desenvolvem um revestimento de tecido subcutâneo, que pode ter 2-3 cm de espessura, estendendo-se desde as omoplatas até a anca, protegendo assim os órgãos vitais durante as lutas. Os machos ostentam uma pelagem grossa pelos testículos perto do orifício do pénis, que serve para reter a urina e assim emitir um odor forte.
Ao contrário de certas raças de porcos domésticos, os javalis são cobertos de pelagem. Os pelos são rijos e nos adultos variam de cor entre o vermelho-escuro e o acastanhado. Os filhotes apresentam cor de terra clara com listras negras, o que lhes dá uma camuflagem muito eficiente. A pelagem dos filhotes escurece com a idade.
Os porcos são uma das quatro espécies de mamíferos conhecidas que possuem mutações no receptor de acetilcolina nicotínico que o protegem contra veneno de cobra.
Sua expectativa de vida em estado selvagem gira em torno de 2 a 10 anos.
Seu principal predador natural é o lobo-cinzento, o qual caça em matilha separando o javali de seu grupo e cercando-o para atacar.

## Habitat
Os javalis preferem bosques com bastante vegetação onde possam esconder-se, mas também frequentam à noite áreas abertas, assim como áreas cultivadas. Em sua ampla área de distribuição, ocupam bosques temperados até florestas tropicais. Não habitam desertos nem alta montanha.

## Distribuição geográfica

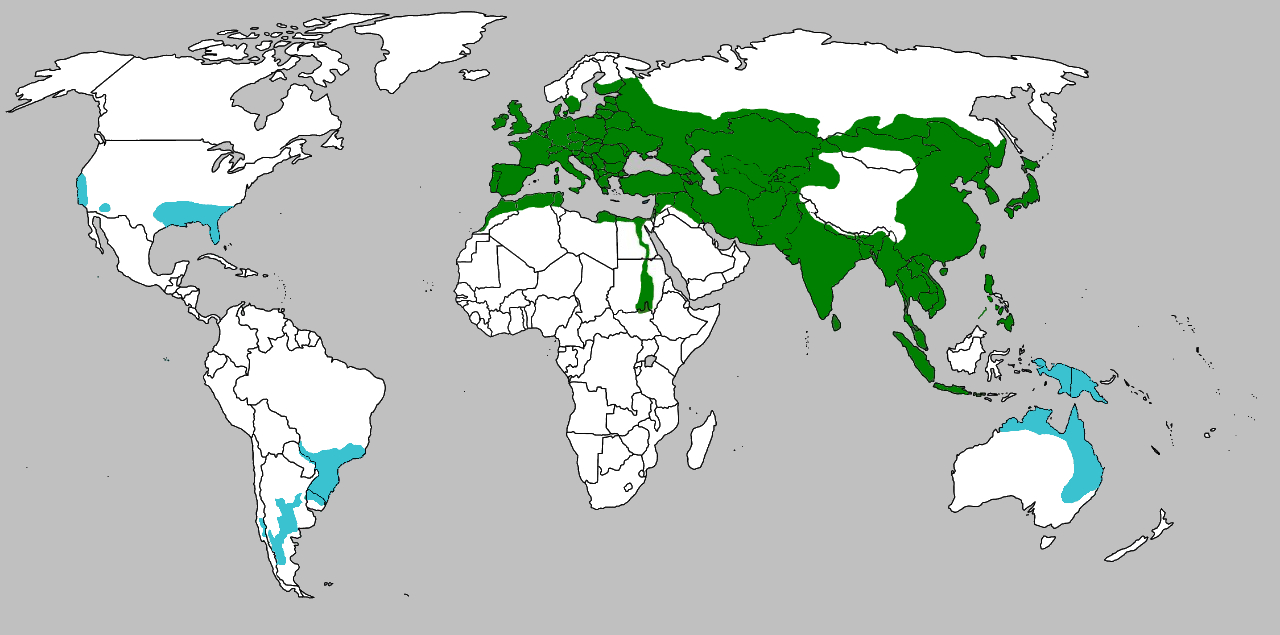
Distribuição geográfica do javali desatualizadaː nativos (em verde) e áreas em que foi introduzido como espécie exótica (azul).

O javali tem ampla distribuição geográfica. Ocorrem na maior parte da Europa e em uma pequena parte do Norte da África, próximo ao Mar Mediterrâneo. Na Ásia, se distribuem pela Sibéria, Ásia Menor, Oriente Médio, Ásia Central, Índia, China, Japão e Sudeste Asiático até a Indonésia. Na Ásia, estão excluídos das regiões desérticas e altas cadeias de montanhas. Na América do Sul, como espécie invasora, são facilmente encontrados na Argentina, Uruguai e Brasil (especialmente nos Estados do Sul).
Antes, ocorriam ao longo do vale do Nilo até o Sudão, mas foram extintos nessa região há alguns séculos.
Na Europa, os javalis foram muito caçados e levados à beira da extinção em várias regiões, mas, nas últimas décadas, os animais têm aumentado em número e até recolonizado áreas de onde haviam desaparecido. As razões da recuperação na Europa incluem êxodo das populações humanas para os centros urbanos, com consequente diminuição de área cultivada, a reflorestação e a eliminação dos predadores naturais do javali, como o lobo e o lince.

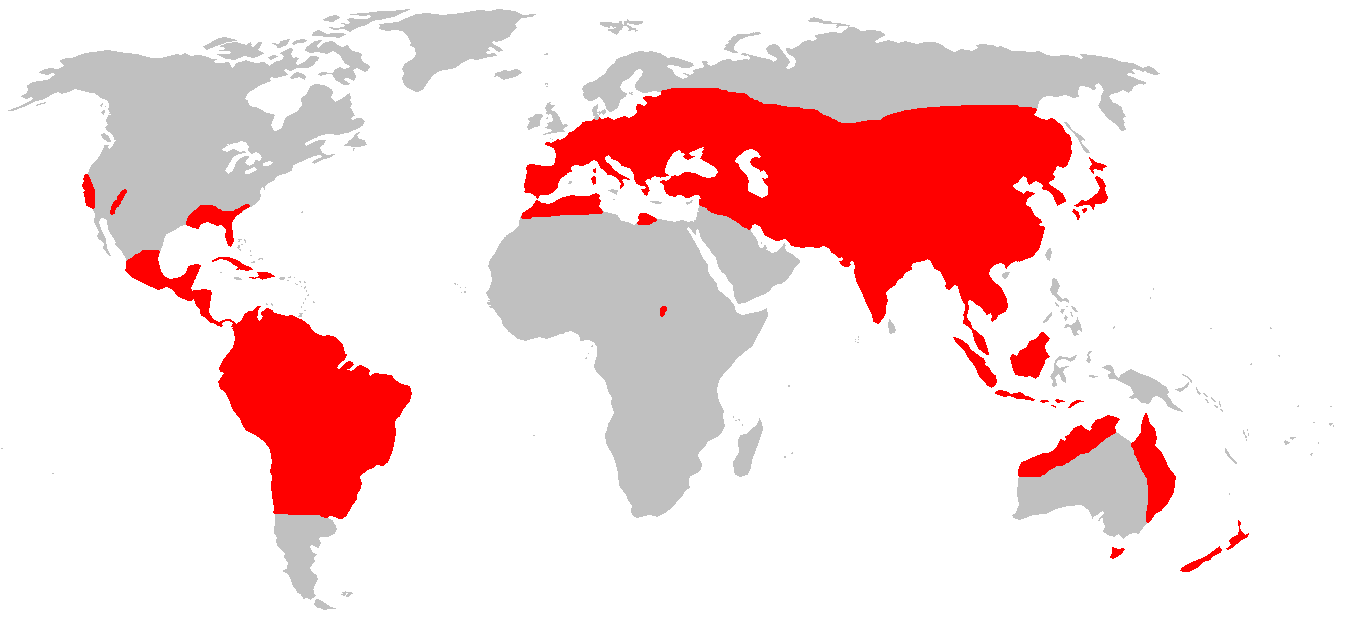
Distribuição atual considerada, populações nativas e exóticas

No Reino Unido, os javalis foram exterminados ainda em finais do século XIII, mas, na década de 1990, se restabeleceram pequenos grupos selvagens na Inglaterra derivados de animais que escaparam de fazendas de javalis. Na Dinamarca e na Suécia, os javalis foram extintos no século XIX, mas voltaram a partir dos anos 1970. Na região italiana da Toscana, onde o javali foi extinto devido à agricultura intensiva, foram detectados animais nos anos 1990.
Como em toda a Europa, em Portugal a população de javalis foi muito reduzida pela caça e destruição dos seus habitats, mas desde os anos 1970 tem havido um grande aumento em número. Ocorrem em grande parte do território continental português.

## Introdução e descontrole no Brasil

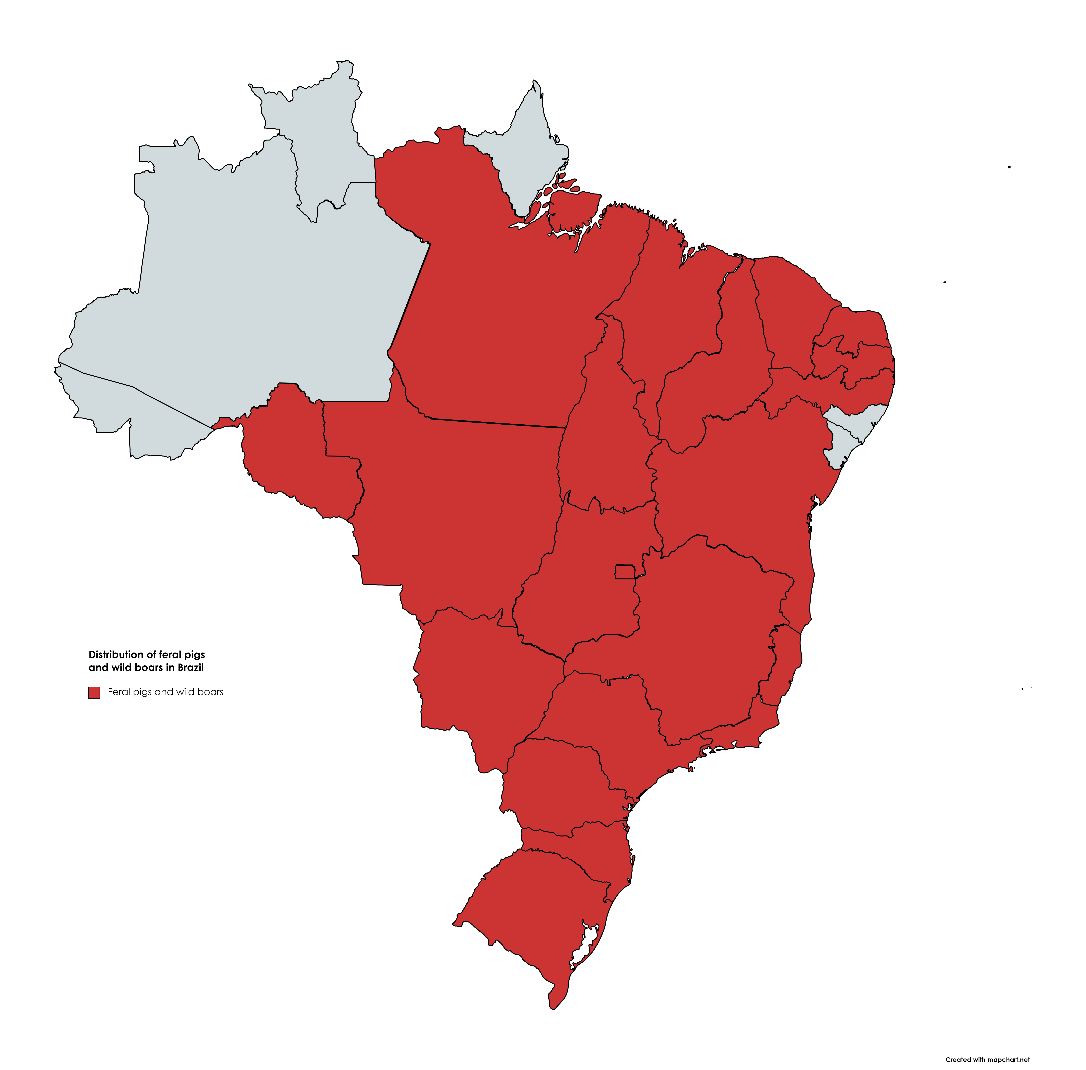
“Distribuição” atual do javali e javaporco no Brasil. Em vermelho: estados com avistamentos registrados.

Acredita-se que na América do Sul o javali-europeu tenha sido introduzido pela primeira vez na Argentina e Uruguai por volta do século XX para fins de criação. No Brasil a criação de javalis e híbridos começou em grande escala em meados da década de 1990. Com a invasão de javalis que atravessaram a fronteira e ingressaram no Rio Grande do Sul por volta de 1989, e a fuga e soltura intencional por parte de vários criadores brasileiros no final da década de 1990 — em resposta a uma decisão do IBAMA contra a importação e criação de javalis em 1998 —  inúmeros exemplares assilvestrados formaram uma população crescente, que progressivamente avança no território brasileiro. A espécie não possuí predadores naturais no Brasil, já que é uma espécie exótica, além de procriar com o porco doméstico, engendrando o chamado javaporco (neologismo criado para definir este híbrido), fatores que contribuem para o aumento exagerado da população. Com sua população em crescimento contínuo e descontrolado, sem predadores, o javali causa danos ambientais contribuindo para assoreamento de nascentes de rios e riachos, ataque a espécies nativas se alimentando de ovos e filhotes causando prejuízos para fauna, flora e para a agricultura e pecuária, já que também ataca animais de criação e pode ser portador de diversas doenças, incluindo zoonoses.

### Manejo
Como forma de controle para a população do javali (que é considerado uma praga e espécie nociva), sua caça e abate são permitidos para os Colecionadores, Atiradores e Caçadores (CACs) devidamente cadastradas pelo órgão de controle ambiental, o IBAMA, que, em contrapartida, procura incentivar a preservação de espécies similares de taiasuídeos nativos, como o queixada e o caititu.

## Subespécies

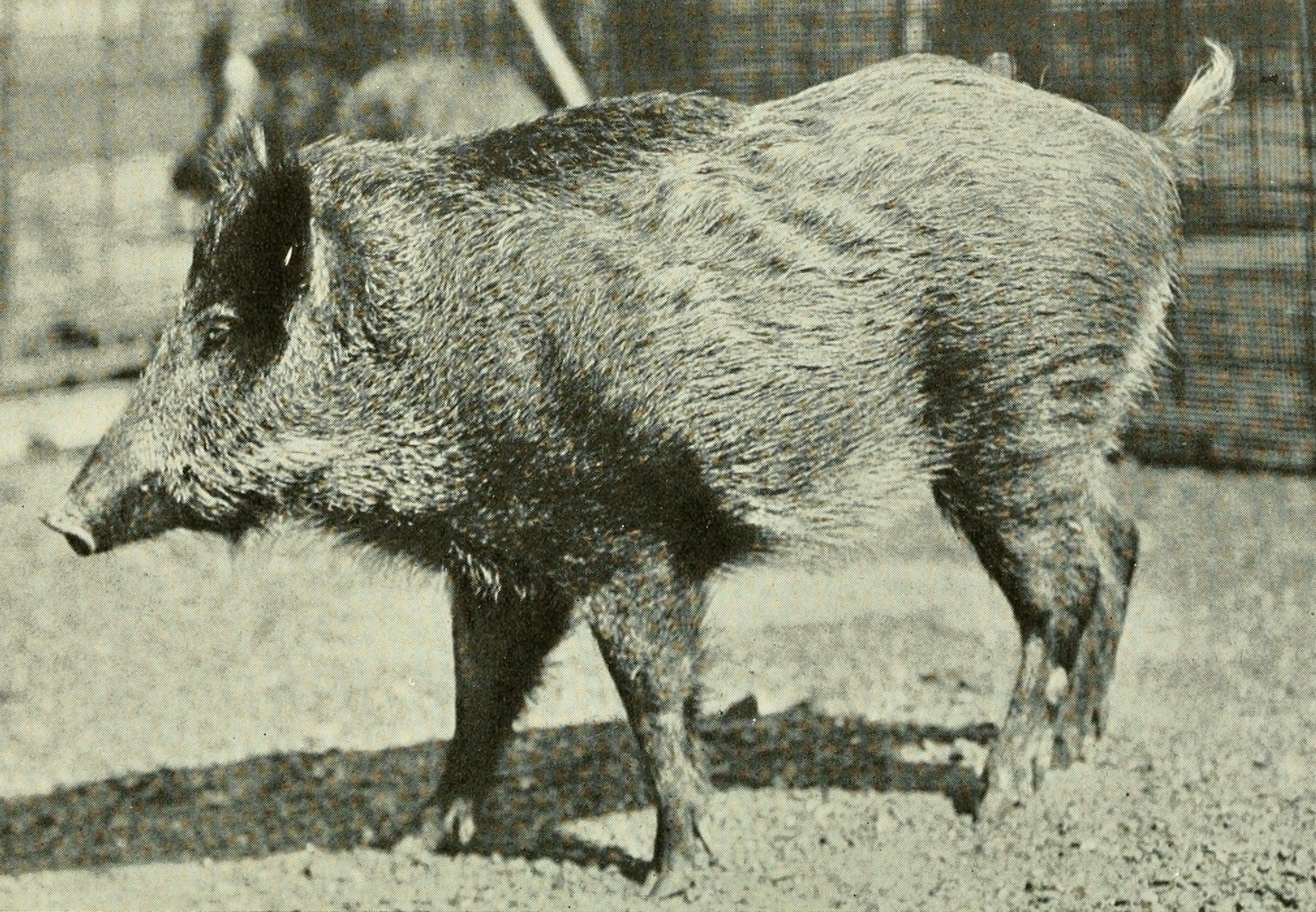
Javali-norte-africano, 1920.

O número de subespécies de Sus scrofa é um assunto controverso, mas pode-se considerar como as seguintes subespécies (sendo as 5 primeiras as principais):
- Sus scrofa scrofa (Javali-europeu) (nativo da Europa-central)
- Sus scrofa atilla (Javali-do-cárpatos) (Habita o Cárpatos)
- Sus scrofa ussuricus(Javali-do-ussuri) (Baía de Ussuri, Leste da China)
- Sus scrofa cristatus (Javali-indiano) (Ásia Menor, Índia e Sri Lanka)
- Sus scrofa vittatus (Javali-malaio) (Habita a Península da Malásia e ilhas da Indonésia)
- Sus scrofa domesticus (Porco-doméstico)
- Sus scrofa algira (Javali-norte-africano) (Habita o norte da Tunísia, Argélia e Marrocos)
- Sus scrofa leucomystax (Javali-japonês) (Habita o Japão e suas ilhas)
- Sus scrofa majori (Javali-maremamo) (Maremma - Centro da Itália)
- Sus scrofa libycus (Javali-da-anatólia) (região ao leste do Mediterrâneo e Cáucaso)
- Sus scrofa davidi (Javali-da-ásia-central) (Paquistão, noroeste da Índia e parte do Irã)
- Sus scrofa meridionalis (Javali-do-mediterrâneo) (Ilhas de Córsega e Sardenha, e região da Andalusia)
- Sus scrofa moupinensis (Javali chinês) (China (Sujuão) e Vietnã)

O porco-doméstico é derivado do javali selvagem e apesar de ser denominada como uma subespécie do Javali, é também considerada por alguns autores como uma espécie diferente que pertence ao mesmo género, mas não pertence à espécie Javali, denominada Sus domesticus.

## Hábitos alimentares
O javali passa grande parte do dia fuçando a terra em busca de comida. É um animal omnívoro, com preferência por matéria vegetal como raízes, frutos, bolotas, castanhas e sementes. Também invadem terras cultivadas, especialmente campos de batata e milho.
Os javalis também incluem animais em sua dieta, como caracóis, minhocas, insetos, ovos de aves e até pequenos mamíferos. Também consomem animais mortos.

## Comportamento
O javali é de comportamento sociável, mas não é territorialista, ou seja, não marca territórios. Reúne-se em grupos matriarcais, normalmente com três a cinco animais, formados pelas fêmeas e suas crias, embora possam ser encontrados grupos superiores a vinte indivíduos. A javalina (ou gironda — a fêmea do javali, quando já madura) dominante é a de maior idade e tamanho e sempre fica um pouco mais afastada do grupo como uma Guarda, que normalmente dá sua vida para que o restante fuja. Os jovens machos de um ano, chamados "barrascos", vivem na periferia do grupo.

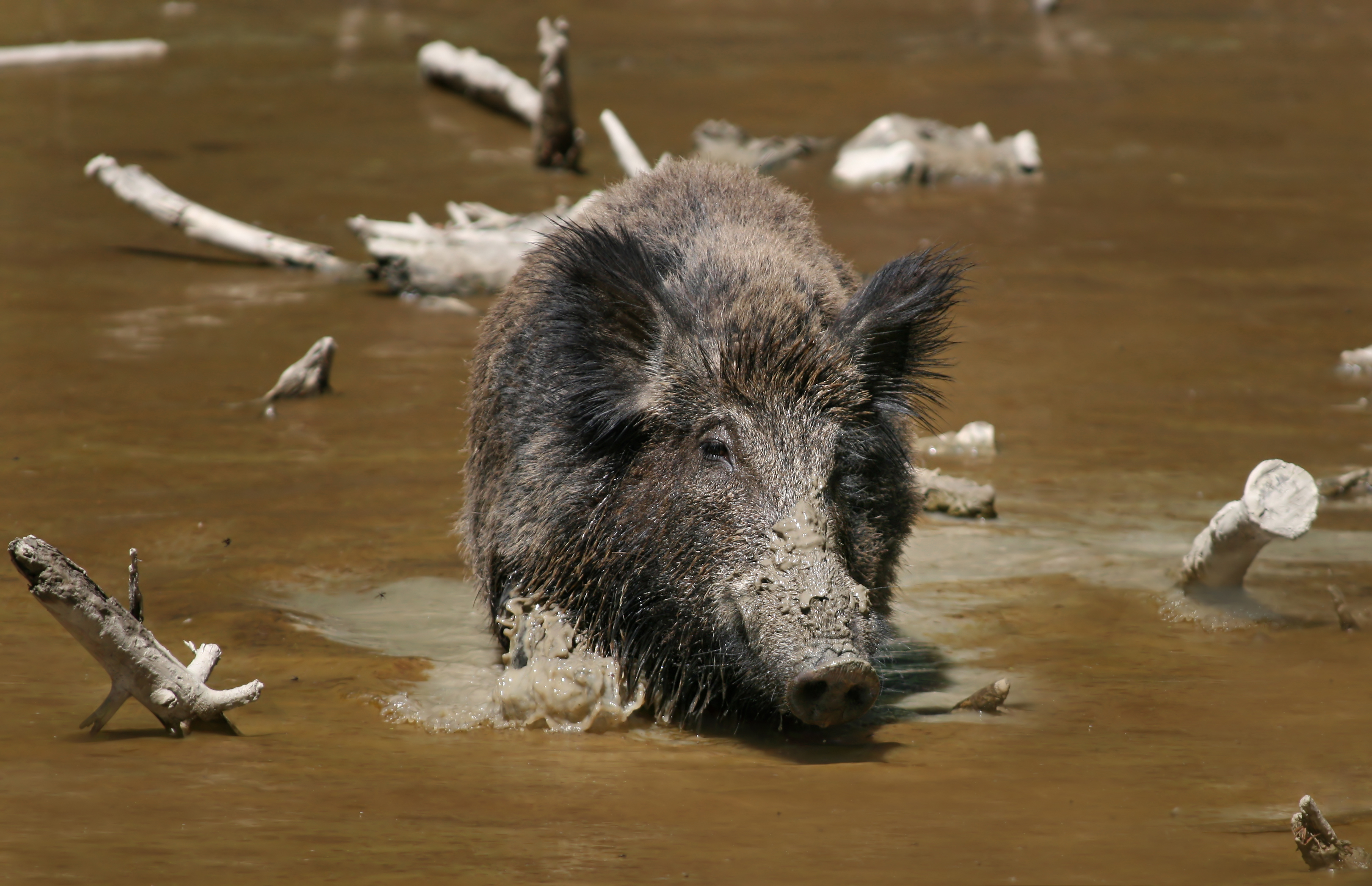
Banho de lama.

Exceptuando-se o período de cio, os machos em idade reprodutora (barrões, varrões) são bem mais solitários, mas podem ser vistos acompanhados por um ou mais machos jovens, conhecidos por "escudeiros".
O grunhido do javali chama-se "arruar".

### Quotidiano
O javali, durante o dia, é normalmente sedentário e descansa em "manchas" (zonas de mato mais ou menos denso), onde faz seu "encame" (a "cama" do javali é constituída por pequenas depressões no terreno, feitas por eles próprios, sendo as destinadas a maternidade autênticos ninhos de vegetação construídos pelas marrãs — fêmeas parideiras). Durante as noites, é bastante ativo, chegando a percorrer distâncias consideráveis, que podem variar de 2 a 14 km por noite, normalmente ao passo cruzado ou ao trote ligeiro (J. Reichholf, 1995), enquanto nas corridas pode praticar um rápido galope, que, no entanto, pode manter por curto período apenas.
Nos bosques, utiliza quase sempre os mesmos caminhos para suas andanças, variando com as estações e disponibilidade alimentar ou de refúgio, mas as fêmeas prenhes ou com crias tornam-se mais sedentárias.

### Banho de lama
Os banhos na lama têm várias funções para os javalis. Uma função é regular a temperatura corporal, uma vez que os javalis não suam por terem glândulas sudoríparas atrofiadas. De igual modo se considera que os banhos de lama tem importante papel nas relações sociais da espécie, inclusive na seleção sexual. Enquanto no verão usam do banho na lama todos os javalis, sem distinção de sexo ou idade, durante a época do cio parecem reservados quase que exclusivamente aos machos adultos. Tem-se considerado  que estes banhos podem ajudar a manter os odores corporais sob um substrato estável como aquele proporcionado por uma camada de barro aderida ao pêlo.

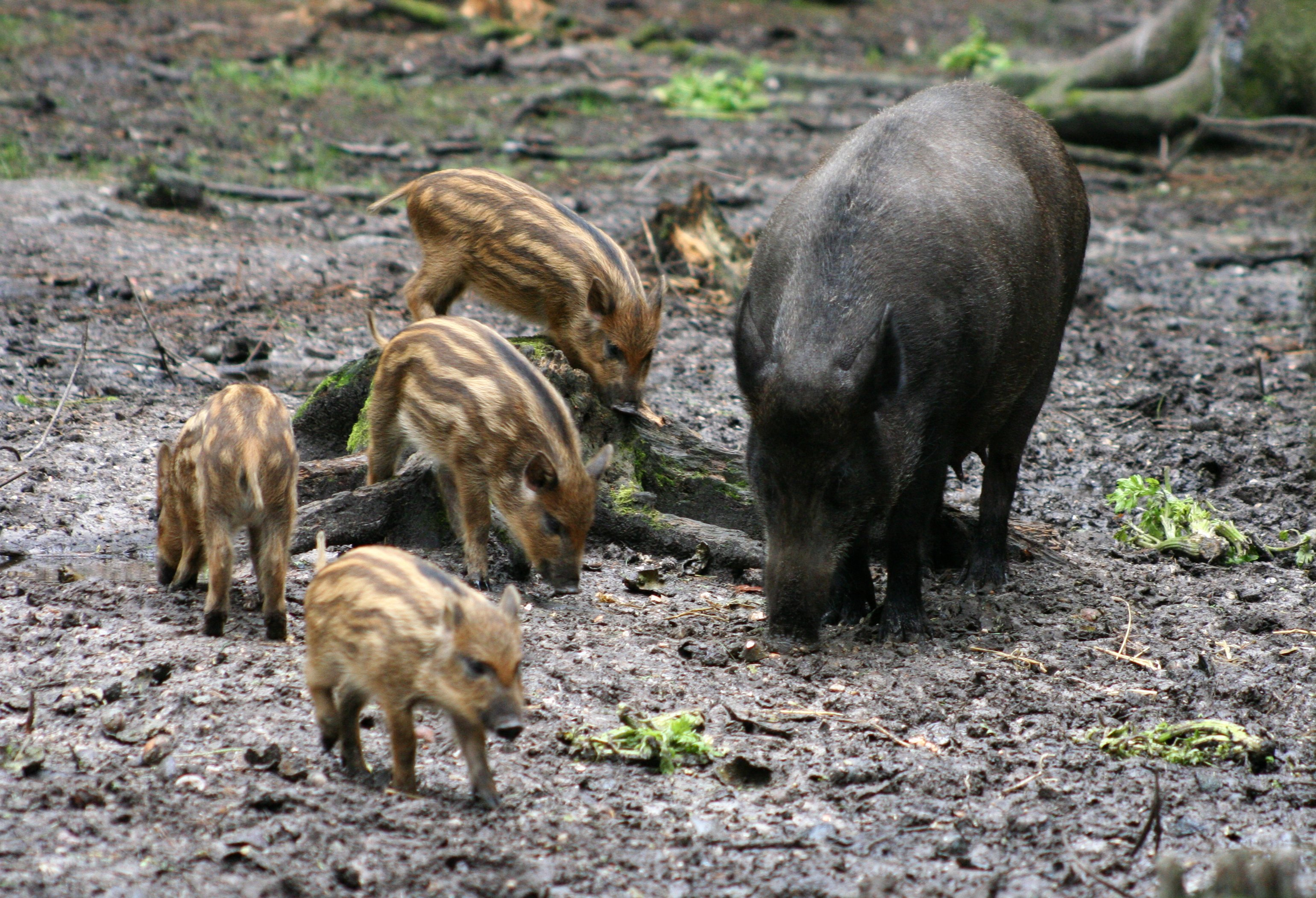
Fêmea com crias.

## Reprodução
Na Europa, o tempo de reprodução vai de Novembro a Janeiro, quando os machos adultos solitários buscam fêmeas receptivas. Ao encontrar uma "vara" (grupo de animais de mesma ninhada), o macho começa por expulsar os jovens do ano anterior. Se necessário, luta contra seus rivais para conquistar as fêmeas, em geral duas ou três, podendo alcançar até mesmo oito. As lutas pelas fêmeas podem ser ferozes: muitas vezes, os machos terminam feridos pelos caninos dos rivais.
A gestação dura cerca de 110 dias, com os nascimentos ocorrendo entre Fevereiro e Abril. As ninhadas tem entre 2 a 10 leitões, que após uma semana já podem acompanhar a mãe em suas andanças. O desmame acontece aos 3-4 meses de idade.
As crias com menos de 6 meses são amarelas, raiadas de castanho escuro e designam-se por listados. A partir dos 6 meses, a pelagem torna-se avermelhada e as crias tomam o nome de farropos. Progressivamente, a pelagem vai escurecendo até tomar uma tonalidade cinzenta escura, momento em que a cria passa a ser considerada um javali de vara.
A maturidade sexual é alcançada aos 8-10 meses, ainda que os machos jovens são impedidos de acasalar-se pelos machos mais velhos. O tempo de vida médio é de cerca de 20 anos em cativeiro.

## Os javalis na cultura e mitologia
Desde a Antiguidade Clássica à Idade Média, o javali foi sempre considerado como espécie cinegética de prestígio, especialmente os machos adultos, que eram vistos como o paradigma da coragem e bravura. Antes do advento das armas de fogo, o javali era caçado usualmente com um tipo de lança específico para o objectivo (A lança para a caça de javali era geralmente curta e pesada, com duas "asas" na base da lâmina de bronze, ferro ou aço. As asas agem como uma barreira para impedir que um javali ferido e furioso avance através da haste de madeira da lança para atacar o caçador. Este tipo de lança também se tornou uma arma de guerra muito usada em combates). A caça ao javali é ainda hoje em dia muito popular.
As referências culturais ao javali são abundantes desde pelo menos a Grécia Antiga. Um dos doze trabalhos de Hércules foi caçar o javali de Erimanto. O javali foi também símbolo de legiões romanas como XX Valeria Victrix, I Italica e X Fretensis.
Foi também um animal comum na heráldica medieval europeia; por exemplo como símbolo pessoal do rei Ricardo III de Inglaterra e nos brasões de várias cidades.
Na cultura popular actual, é o prato preferido na irredutível aldeia gaulesa das historietas de Asterix e Obelix.
O característico logotipo da banda  Motörhead apresenta um javali com correntes e espinhos. Foi criado pelo artista Joe Petagno em 1977 e usado no álbum de estreia da banda, aparecendo na maioria de seus lançamentos subsequentes.

Armas de Eberbach, Alemanha
Armas de Ebersbach (Fils), Alemanha
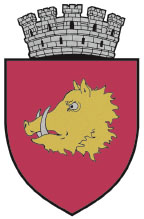
Armas de Roman (Roménia)